# Wieża ciśnień w Opolu
Wieża ciśnień w Opolu – zabytkowa wieża ciśnień należąca do kompleksu Wodociągów i Kanalizacji w Opolu.

## Historia
Wieża ciśnień znajduje się na ulicy Oleskiej naprzeciwko Stadionu Odry Opole. W 1892 roku przystąpiono do budowy wieży ciśnień w Opolu. Została ona zaprojektowana przez inżyniera W. Pfeffera, a ukończona w 1893 roku wraz z nowoczesną siecią wodociągową z rur stalowych pod ziemią oraz nowym zakładem wodociągowym, nowoczesnym ujęciem i stacją uzdatniania wody; oddano ją do użytku w 1896 roku.

## Architektura
Opolska wieża, która mierzy 51,3 m wysokości i zbiornik stalowy o pojemności 750 m³, wyróżnią się bogatym zdobnictwem, charakterystycznym dla końcowej fazy XIX-wiecznego eklektyzmu. Charakteryzują ją gzymsy z fryzami, obramienia otworów i ślepe fryzy arkadowe, występujące z płaszczyzny ściany konsole i nadwieszenia, wachlarzowate podparcie górnego cylindra zbiornika na znacznie od niego węższym trzpieniu. 
Zbiornik wody służący do zapewnienia stabilnego ciśnienia w wodociągu. Pokrywa chwilowy wzrost zapotrzebowania. Zbiornik musi być umieszczony powyżej odbiorców, ponieważ działa poprzez zasadę naczyń połączonych. Umieszczony jest zwykle na szczycie wieży, góry, a czasem nawet wieży na wzniesieniu. Na stacjach kolejowych była używana do zasilania parowozów. Eksploatowana, ale przewidziana do wyłączenia ze względu na niewystarczającą wysokość zbiornika 
Była czynna do 2009 roku, kiedy wyłączono ją z eksploatacji. Została odrestaurowana i uhonorowana nagrodą „Zabytek Zadbany”. 
Obecnie wieże ciśnień prawie całkowicie zostały wyparte przez hydrofory, pozostały głównie jako awaryjne źródło wody (do celów przeciwpożarowych), gdyż mogą dostarczyć stosunkowo dużo wody przy całkowitym braku zasilania.